# コンスタンティン・キリロヴィチ・オシュラコフ
コンスタンティン・キリロヴィチ・オシュラコフ（ロシア語: Константин Кириллович Ошлаков, 1916年11月5日 - 1987年8月25日）は、ソビエト連邦のボタン式アコーディオン奏者、音楽学者、作曲家。カザフアコーディオン演奏学校の創設者であり、45年間で300人以上の音楽家を教えた。また、カザフにおけるアコーディオン奏者のための統一レパートリーを作成した。

## 生涯
トムスク州ジリャノフスク（現在のアルタイ市）の農民の家庭に生まれる。学校教育を完全に修了しないまま13歳から働き始めた。1933年5月、通信ケーブルの修理中に起きた爆発事故で負傷してトムスク病院と眼病研究所での治療にもかかわらず、視力を失った。
1939年にトムスク音楽学校を卒業。同年から翌1940年までアバカンにあるハカスラジオ委員会でソリスト、1940年から1962年までアルマアタにあるカザフラジオ委員会でソリスト・伴奏者として働いた。1950年に音楽理論を専攻していたオシュラコフはアルマアタ州立音楽院（現在のカザフ国立音楽院）の歴史学部および理論学部を卒業した。1958年にソビエト連邦共産党に入党した。
1941年から1962年までアルマアタのP・I・チャイコフスキー音楽学校でボタン式アコーディオンを教えると共に民俗楽器部門を担当し、アコーディオン奏者のオーケストラを率いていた。1961年以降は、カザフ女子教育大学（現在のカザフ国立女子教育大学）で教鞭を執った（1967年以降准教授、1976年以降は特殊民俗楽器部門の教授）。
1987年8月25日、アルマアタにおいて心筋梗塞で死去。遺体はアルマアタ中央墓地に埋葬された。